# Orthetrum julia
Orthetrum julia is een echte libel (Anisoptera) uit de familie van de korenbouten (Libellulidae).
De soort staat op de Rode Lijst van de IUCN als niet bedreigd, beoordelingsjaar 2009.
De wetenschappelijke naam Orthetrum julia werd in 1900 gepubliceerd door William Forsell Kirby.

## Synoniemen
- Libellula capensis Calvert, 1893 (non Linnaeus, 1767)
- Orthetrum nigrescens Förster, 1906
- Orthetrum congoense Fraser, 1949
- Orthetrum falsum Longfield, 1955
- Orthetrum capicola Kimmins, 1957